# Moser (Familienname)
Moser ist ein deutscher, Schweizer, österreichischer und italienischer Familienname.

## Herkunft und Bedeutung
Der Name (selten auch: Mooser) ist hauptsächlich südlich der Mainlinie verbreitet und hat seinen Ursprung von Wohnorten, die durch die Lage an einem Moos (oberdeutsch für: Sumpf, Moor oder Ried) gekennzeichnet waren. In Süddeutschland, Schweiz und Österreich kommt auch der Ortsname Moos häufig vor.

## Häufigkeit
Mit 13'662 Vertretern ist Moser der 17. häufigste Familienname in der Schweiz (Stand: 2022).

## Namensträger

### A
- Adolf Moser (Unternehmer, † 1915) († 1915), deutscher Unternehmer und Erfinder
- Adolf Moser (Fotograf) (1860–1948), Schweizer Fotograf
- Adolf Moser (Künstler) (1881–1954), Schweizer Maler, Graveur und Goldschmied
- Adolf Moser (Unternehmer, 1890) (1890–1957), Schweizer Fabrikant
- Albert Moser (Unternehmer) (1872–1960), deutscher Möbelfabrikant
- Albert Moser (Orgelbauer) (1878–1960), schweizerisch-deutscher Orgelbauer
- Albert Moser (Manager) (1920–2001), österreichischer Kulturmanager
- Albert Moser (Politiker), Schweizer Politiker, Regierungsrat Schaffhausen
- Albert Moser (Ingenieur) (* 1965), deutscher Ingenieur und Hochschullehrer
- Achill Moser (* 1954), Afrikanist
- Albrecht Moser (* 1945), Schweizer Waffenläufer
- Aldo Moser (1934–2020), italienischer Radrennfahrer
- Alex Moser (Alexander Moser; * 1979), österreichischer Hairstylist
- Alexander Moser (Politiker) (1755–1824), Schweizer Chorschreiber, Stadtschreiber und Bürgermeister von Biel
- Alexander Moser (Chemiker) (1879–1958), russischer Chemiker
- Alexander Moser (Badminton), österreichischer Badmintonspieler
- Alfred Moser (Autor) (1879–1953), Schweizer Lokomotivführer und Autor
- Alfred Moser (Jurist) (1897–1987), deutscher Jurist
- Alfred Moser (Entomologe) (* 1938), österreichischer Ingenieur und Insektenkundler
- Alfred Bernhard Moser (1906–1987), Schweizer Zahnmediziner
- Allika Inkeri Moser (* 2008), estnische Stabhochspringerin
- Alois Moser (Manager) (1818–1892) österreichischer Bankmanager
- Alois Moser (Politiker) (1875–1936), Schweizer Jurist und Politiker
- Alois Moser (Architekt) (1900–1972), Schweizer Architekt
- Alois Moser (Maler) (1905–1931), österreichischer Maler
- Alois Moser (Skisportler) (1930–2013), österreichisch-kanadischer Nordischer Kombinierer und Skispringer
- Amalia Moser, griechische Sprachwissenschaftlerin
- Amélie Moser (Amélie Moser-Moser; 1839–1925), Schweizer Sozialpolitikerin
- Ana Moser (* 1968), brasilianische Volleyballspielerin
- Andreas Moser (Schriftsteller) (1766–1806), deutscher Schriftsteller und Pädagoge
- Andreas Moser (Musiker) (1859–1925), deutscher Musiker und Musikpädagoge
- Andreas Moser (Biologe) (* 1956), Schweizer Biologe, Tierfilmer und Fernsehmoderator
- Andreas Moser (Architekt, 1959) (* 1959), Schweizer Architekt
- Andreas Moser (Architekt, 1961) (* 1961), Schweizer Architekt und Politiker (FDP)
- Andreas Moser (Architekt, 1968) (* 1968), deutscher Architekt
- Andres Moser (1939–2021), Schweizer Kunst- und Bauhistoriker
- Angelica Moser (* 1997), Schweizer Stabhochspringerin
- Annemarie Moser (Schriftstellerin) (* 1941), österreichische Schriftstellerin
- Annemarie Moser-Pröll (* 1953), österreichische Skirennläuferin
- Anita Moser (* 1969), Schweizer Schuh- und Modedesignerin
- Anton Moser (Geistlicher, 1534) (1534–1611), deutscher Geistlicher und Lehrer
- Anton Moser (Geistlicher, 1644) (1644–1726), deutscher Geistlicher, Superintendent in Saalfeld
- Anton Moser (Geistlicher, 1711) (1711–1783), österreichischer Benediktiner, Abt von Michaelbeuern
- Anton Moser (Unternehmer) (1784–1842), deutscher Spielkartenfabrikant
- Anton Moser (Sänger) (1872–1909), österreichischer Sänger (Bariton)
- Anton Moser (Geistlicher, 1913) (1913–2003), österreichisch-brasilianischer Zisterzienser, Abt von Jequitibá
- Anton Moser (Biotechnologe) (* 1939), österreichischer Biotechnologe und Hochschullehrer
- Anton Maria Moser (* 1998), deutschsprachiger Dramatiker
- Antonio Moser (1939–2016), brasilianischer Franziskaner
- Arnold Moser (vor 1883–1951), Schweizer Bauingenieur
- Arthur Moser (1880–1957), Schweizer Politiker (FDP) und Architekt
- Artur Moser (* 1984), deutscher Künstler
- August Moser (Fabrikant) (um 1864–1911), österreichischer Fabrikant
- August Moser (Maler) (1884–1957), österreichischer Maler und Grafiker
- August Friedrich Moser (1746–1810), deutscher Bildhauer und Stuckateur

### B
- Balthasar Moser I. (um 1400–1450), Stallmeister und Kriegsrat von Ulrich V. von Württemberg
- Balthasar Moser II. (um 1440–1497), Kammerrat und Marstaller von Ulrich V. von Württemberg
- Balthasar Moser III. (1487–1552), Vogt in Herrenberg und Kirchheim unter Teck, Rentkammerrat in Stuttgart
- Balthasar Moser von Filseck und Weilerberg (Balthasar Moser IV.; 1525–1595), Bürgermeister in Göppingen, Rentkammerrat in Stuttgart
- Balthasar Moser V. (1556–1610), Bürgermeister von Hall
- Barbara Moser (Sängerin) (auch Barbara Mösserer; 1722–1778), deutsche Sängerin und Schauspielerin
- Barbara Moser (Pianistin) (* 1970), österreichische Pianistin
- Bedřich Moser (1821–1864), böhmisch-tschechischer Journalist und Schriftsteller
- Benjamin Moser (Autor) (Benjamin Frank Moser; * 1976), US-amerikanischer Autor, Übersetzer und Literaturkritiker
- Benjamin Moser (Musiker) (* 1981), deutscher Pianist
- Benjamin Moser (Skilangläufer) (* 1997), österreichischer Skilangläufer
- Benjamin Moser (Basketballspieler) (* 2001), deutscher Basketballspieler
- Bernd Moser (Politiker) (* 1944), deutscher Kommunalpolitiker
- Bernd Moser (Musiker) (* 1959), österreichischer Musiker
- Bernhard Moser (Dichter) (1897–1959), Schweizer Dichter und Komponist
- Bernhard Moser (Maler) (1942–1980), Schweizer Maler
- Bernhard Moser (Biologe) (* 1956), Mikrobiologe, Immunologe und Hochschullehrer
- Bernhard Moser (Sommelier) (* 1973), österreichischer Sommelier und Autor
- Bernhard Moser (Footballspieler), österreichischer American-Football-Spieler
- Branka Moser (* 1951), kroatische Malerin und Restauratorin
- Brigitte Moser-Weithmann (* 1946), deutsche Orientalistin
- Brigitte Martha Moser (Brigitte Martha Moser-Dossenbach; 1945–2024), Schweizer Schmuckdesignerin
- Bruno Moser (1924–1995), deutscher Maler

### C
- Carl Moser der Ältere (1818–1882), österreichischer Maler, siehe Karl Vinzenz Moser
- Carl Moser (Schauspieler) (1825–1883), österreichischer Schauspieler, Sänger, Regisseur und Theaterdirektor
- Carl Moser (Politiker) (1867–1959), Schweizer Politiker
- Carl Moser (Künstler) (Carl Moser der Jüngere; 1873–1939), österreichisch-italienischer Maler, Grafiker und Holzschnitzer
- Carl Moser (Jurist) (1873–1961), Schweizer Jurist und Rechtshistoriker
- Charles Moser (Maler) (* 1953), Schweizer Maler und Bildhauer
- Charles Allen Moser (* 1952), US-amerikanischer Sexualwissenschaftler
- Carmen Moser (* 1995), deutsche Handballspielerin
- Cathy Moser (* 1951), Schweizer Fußballspielerin
- Christian Moser (Maler) (1838–1894), niederländischer Maler
- Christian Moser (Mathematiker) (1861–1935), Schweizer Versicherungsmathematiker
- Christian Moser (Missionar) (1899–1961), deutscher Missionar, Gründer der Missionarinnen Christi
- Christian Moser (Komparatist) (* 1963), deutscher Literaturwissenschaftler und Hochschullehrer
- Christian Moser (Comiczeichner) (1966–2013), deutscher Comiczeichner und Illustrator
- Christian Moser (Skispringer) (* 1972), österreichischer Skispringer
- Christian Moser (Kirchenhistoriker) (* 1976), Schweizer Kirchenhistoriker
- Christian Moser (Politiker, 1977) (* 1977), deutscher Politiker (CSU), Oberbürgermeister von Deggendorf
- Christian Moser (Politiker, 1989) (* 1989), deutscher Politiker (CSU), Mitglied des Bundestages
- Christian Moser (Biathlet) (* 1980), deutscher Biathlet
- Christian Moser (Eishockeyspieler) (* 1984), Schweizer Eishockeyspieler
- Christian Moser (Curler), Schweizer Curler
- Christian Moser-Sollmann (* 1972), österreichischer Autor und Kulturwissenschaftler
- Christian Gottlob von Moser (1799–1886), deutscher Theologe
- Christina Moser (* 1960), deutsche Hockeyspielerin
- Christof Moser (Musiker) (* 1964), österreichischer Pianist, Komponist und Pädagoge
- Christof Moser (Journalist) (* 1979), Schweizer Journalist
- Christoph Moser (1962–2008), österreichischer Promoter, Konzertorganisator und Musikförderer
- Claire Moser-Gautrand (* 1948), französische Kunsthistorikerin
- Claudia Moser, deutsche Philosophin und Verlegerin
- Claudio Moser (* 1959), Schweizer Fotograf und Installationskünstler
- Claus Adolf Moser (1922–2015), britischer Statistiker
- Clemens Moser (Politiker, 1806) (1806–1875), österreichischer Benediktiner und Politiker
- Clemens Moser (Politiker, 1885) (1885–1956), deutscher Politiker (Zentrum, CDU)
- Constanze Moser-Scandolo (* 1965), deutsche Eisschnellläuferin

### D
- Daniel Moser (Politiker) (1570–1639), österreichischer Politiker, Bürgermeister von Wien
- Daniel Martin Moser, Schweizer Biologe
- Daniel Oliver Moser (* 1982), österreichischer Komponist
- Diane Moser (1957–2020), US-amerikanische Jazzmusikerin
- Dieter Moser (* 1947), österreichischer Wirtschaftsmanager
- Dietz-Rüdiger Moser (1939–2010), deutscher Volkskundler, Literaturhistoriker und Musikwissenschaftler
- Ditha Moser (1883–1969), österreichische Grafikerin, siehe Editha Moser

### E
- Eberhard Moser (1926–1988), deutscher Agrartechnologe und Hochschullehrer
- Edda Moser (* 1938), deutsche Sängerin (Sopran)
- Editha Moser (Ditha Moser; 1883–1969), österreichische Grafikerin
- Eduard von Moser (1826–1882), deutscher Schauspieler und Theaterdirektor
- Eduard Moser (Politiker) (1915–1987), österreichischer Politiker (ÖVP)
- Eduard Otto Moser (1818–1879), deutscher Süßwarenfabrikant
- Edvard Moser (* 1962), norwegischer Neurowissenschaftler
- Edward W. Moser (1924–1976), US-amerikanischer Linguist
- Egon Moser (* 1941), österreichischer Heimatforscher
- Elfriede Moser-Rath (1926–1993), österreichische Volkskundlerin
- Elisabeth Moser (* 1962), österreichische Grafikerin
- Elsbeth Moser (* 1949), Schweizer Akkordeonistin und Hochschullehrerin
- Emil Moser (Maler) (1826–1916), österreichischer Maler
- Emil Moser (Politiker) (1837–1913), Schweizer Politiker
- Emil Moser (Schriftsteller) (1901–1983), Schriftsteller
- Emil Moser (Musiker) (1936–2003), Schweizer Komponist und Pianist
- Enzo Moser (1940–2008), italienischer Radrennfahrer
- Erich Moser (Architekt) (* 1930), österreichischer Architekt
- Erich Moser (Politiker) (* 1948), österreichischer Politiker (SPÖ)
- Erich Moser (Komponist) (1955–1992), österreichischer Harmonikaspieler und Komponist
- Erna Moser-Piffl (1904–1987), österreichische Malerin, Grafikerin und Trachtenforscherin
- Ernst Moser (Schriftsteller) (1863–1927), deutscher Schriftsteller, Journalist, Verleger und Buchhändler
- Ernst Moser (Gewerkschafter) (1892–1976), Schweizer Gewerkschafter und Politiker (SP)
- Ernst Moser (Triathlet) (* 1979), österreichischer Triathlet
- Ernst Albrecht Moser (1940–2019), deutscher Nuklearmediziner und Physiker
- Ernst Christian Moser (1815–1867), österreichischer Maler
- Erwin Moser (Tiermediziner) (1876–1937), deutscher Veterinärmediziner und Hochschullehrer
- Erwin Moser (Fussballspieler), Schweizer Fußballspieler und -trainer
- Erwin Moser (Architekt) (1929–2011), Schweizer Architekt
- Erwin Moser (Bobfahrer), italienischer Bobfahrer
- Erwin Moser (Maler) (* 1950), österreichischer Maler und Grafiker
- Erwin Moser (Schriftsteller) (1954–2017), österreichischer Schriftsteller und Illustrator
- Eugen Moser (1917–2000), Schweizer Gartenarchitekt
- Eva Moser (Historikerin) (* 1957), deutsche Historikerin
- Eva Moser (Schachspielerin) (1982–2019), österreichische Schachspielerin

### F
- Fanny Moser (1872–1953), Schweizer Zoologin und Parapsychologin
- Ferdinand Moser (Propst) (1827–1901), österreichischer Ordenspriester und Politiker
- Ferdinand Moser (Grafiker) (1859–1930), deutscher Grafiker und Designer
- Francesco Moser (* 1951), italienischer Radrennfahrer
- Franco Moser (* 1953), österreichischer Fußballtorhüter
- Frank Moser (* 1976), deutscher Tennisspieler
- Franz Moser (Musiker, 1847) (1847–nach 1898), Harfenist
- Franz Moser (Musiker, 1899) (1899–1970), österreichischer Lehrer, Musiker, Chorleiter und Kapellmeister
- Franz Moser (Politiker, 1901) (1901–1975), österreichischer Landwirt und Politiker (ÖVP)
- Franz Moser (Ingenieur) (1928–2019), österreichischer Ingenieur, Verfahrenstechniker und Hochschullehrer
- Franz Moser (Politiker, II), österreichischer Politiker (ÖVP), Abgeordneten zum Oberösterreichischen Landtag
- Franz Moser-Schär (1872–1935), Schweizer Landwirt, Verbandsfunktionär und Politiker
- Franz Josef Moser (Intendant) (um 1717–1792), österreichischer Theaterprinzipal
- Franz Joseph Moser (1880–1939), österreichischer Musiker und Komponist
- Franziska Moser (Skispringerin) (* 1989), deutsche Skispringerin
- Franziska Rochat-Moser (1966–2002), Schweizer Langstreckenläuferin
- Friedhelm Moser (1954–1999), deutscher Schriftsteller
- Friedrich Moser (Architekt, 1877) (1877–1964), Schweizer Architekt
- Friedrich Moser (Sänger) (1878–1943), österreichischer Sänger, Musiker, Dichter und Komponist
- Friedrich Moser (Architekt, 1926) (1926–2023), österreichischer Architekt, Stadtplaner und Maler
- Friedrich Moser (Dokumentarfilmer) (* 1969), österreichischer Dokumentarfilmer
- Friedrich Karl von Moser (Freiherr Moser von Filseck; 1723–1798), deutscher Schriftsteller und Politiker
- Fritz Moser (Verleger, Deutschland) (?–1901), deutscher Verleger
- Fritz Moser (Politiker, 1876) (1876–nach 1936), Schweizer Landwirt und Politiker
- Fritz Moser (Verleger, Schweiz) (1885–1966), Schweizer Drucker, Verleger und Ornithologe
- Fritz Moser (Politiker, 1890) (1890–1977), Schweizer Gewerkschafter und Politiker (PdA)
- Fritz Moser (Jurist) (1892–1971), österreichischer Jurist und Richter
- Fritz Moser (Bildhauer) (1898–1991), deutscher Bildhauer
- Fritz Moser (Politiker, III), österreichischer Politiker (ÖVP)
- Fritz Moser (Sportler) (1901–1978), österreichischer Eisschnellläufer und Ruderer
- Fritz Moser (Politiker, 1908) (1908–1985), Schweizer Jurist, Bankmanager und Politiker (BGB)
- Fritz Moser (Bibliothekar) (1908–1988), deutscher Bibliothekar und Autor
- Fritz Moser (Mediziner) (1909–1986), deutscher HNO-Arzt und Hochschullehrer
- Fritz Moser (Musiker) (1911–2007), Schweizer Violoncellist
- Fritz Moser (Kameramann, 1914) (1914–nach 1956), deutscher Kameramann
- Fritz Moser (Agraringenieur) (1916–1978), Schweizer Agraringenieur und Verbandsfunktionär
- Fritz Moser (Architekt) (1926–1990), Schweizer Architekt
- Fritz Moser (Komponist) (1932–2019), österreichischer Blasmusikkomponist und Dirigent
- Fritz Moser (Kameramann, II), deutscher Kameramann
- Fritz Moser-Pletscher (1895–1969), Schweizer Kaufmann
- Fritz C. Moser (auch Fritz Moser-Gossweiler, Karl Friedrich Mooser; 1902–1943), Schweizer Lehrer, Journalist und Publizist

### G
- Gabriela Moser (1954–2019), österreichische Politikerin (Grüne)
- Georg Moser (1923–1988), deutscher Geistlicher, Bischof von Rottenburg-Stuttgart
- Georg Heinrich Moser (1780–1858), deutscher Klassischer Philologe und Gymnasialrektor
- George Michael Moser (1706–1783), englischer Emailmaler
- Gerald M. Moser (1915–2005), deutsch-amerikanischer Romanist, Lusitanist und Afrikanist
- Gerhard Moser (Maler) (1908–1939), deutscher Maler und Widerstandskämpfer
- Gerhard Moser (Fußballspieler), Fußballspieler
- Gerhard Moser (Journalist) (* 1962), österreichischer Journalist und Moderator
- Gerhard Carl Moser (* 1948), österreichischer Grafiker
- Gerhard-Oliver Moser (* 1963), österreichischer Maler, Künstler und Designer
- Giorgio Moser (1923–2004), italienischer Filmschaffender
- Günter Moser (Politiker) (* 1940), deutscher Politiker (SPD), MdL Baden-Württemberg
- Günter Moser (Maler) (* 1941), österreichischer Maler und Holzschneider
- Günter Moser (Verleger) (* 1944), deutscher Fotograf und Verleger
- Günther Moser (1919–1994), österreichischer Graveur und Botaniker
- Gustav von Moser (1825–1903), deutscher Schriftsteller und Lustspieldichter
- Gustav Moser (Architekt) (Gustav Moser-Theiler; 1831–1907), Schweizer Architekt
- Gustav Moser (Ingenieur) (1886–??), österreichischer Ingenieur
- Gustav Hartmann-Moser (1873–1966), Schweizer Politiker
- Guy L. Moser (1886–1961), US-amerikanischer Politiker (Pennsylvania)

### H
- Hanns Moser (1885–1945), deutscher Münzdirektor
- Hans Moser (Maler), deutscher Maler
- Hans von Moser (1867–1938), deutscher Zahnarzt und Kurdirektor
- Hans Moser (Ingenieur) (1876–1917), Schweizer Ingenieur
- Hans Moser (Architekt) (1878–1944), deutscher Architekt
- Hans Moser (1880–1964), österreichischer Schauspieler
- Hans Moser (Jurist) (1889–nach 1973), donauschwäbischer Jurist
- Hans Moser (Politiker, 1895) (1895–1963), österreichischer Landtagsabgeordneter
- Hans Moser (Politiker, 1900) (1900–1988), deutscher Apotheker und Politiker (CDU)
- Hans Moser (Reiter) (1901–1974), Schweizer Dressurreiter
- Hans Moser (Volkskundler) (1903–1990), deutscher Volkskundler
- Hans Moser (SS-Mitglied) (1907–1994), deutscher SS-Standartenführer
- Hans Moser (Mediziner, 1914) (1914–2004), österreichischer Chirurg
- Hans Moser (Karikaturist) (1922–2012), Schweizer Cartoonist, Karikaturist und Kolumnist
- Hans Moser (Tierzüchter) (1926–2008), deutscher Tierzüchter und Hochschullehrer
- Hans Moser (Mediziner, 1935) (1935–2005), Schweizer Pädiater und Humangenetiker
- Hans Moser (Handballspieler) (* 1937), rumänischer Handballspieler und -trainer
- Hans Moser (Germanist) (* 1939), österreichischer Germanist
- Hans Moser (Produzent) (1944–2016), deutscher Regisseur und Produzent
- Hans Moser (Journalist) (1947–2015), Schweizer Journalist
- Hans Moser (Politiker, 1951) (* 1951), Schweizer Politiker
- Hans Albrecht Moser (1882–1978), Schweizer Schriftsteller
- Hans Heinz Moser (1936–2017), Schweizer Schauspieler
- Hans Helmut Moser (* 1948), österreichischer Politiker
- Hans Joachim Moser (1889–1967), deutscher Musikwissenschaftler
- Hans-Jörg Moser (genannt Erbse; 1962–2006), deutscher Bassist, Mitglied von Mama Basuto
- Hans-Jürgen Moser (* 1954), deutscher Heimatkundler
- Hans Olaf Moser (1928–1982), deutscher Schauspieler
- Hans-Peter Moser (* 1964), deutscher Politiker (Die Linke), Bürgermeister von Prenzlau
- Hans W. Moser (1889–1973), Schweizer Architekt
- Hans Werner Moser (* 1965), deutscher Fußballtrainer
- Heide Moser (1943–2009), deutsche Politikerin (SPD)
- Heinrich Moser (1805–1874), Schweizer Industrieller
- Heinrich Moser (Sänger) (1865–1905), deutscher Sänger und Unterhaltungskünstler
- Heinrich Moser (Dirigent) († nach 1977), deutscher Dirigent
- Heinrich Josef Moser (1832–1882), deutscher Sänger, Musiker und Unterhaltungskünstler
- Heinz Moser (Architekt, 1931) (1931–1996), deutscher Architekt
- Heinz Moser (Fussballspieler, 1933) (* 1933), Schweizer Fußballspieler
- Heinz Moser (Architekt, 1944) (* 1944), Schweizer Architekt
- Heinz Moser (Pädagoge) (* 1948), Schweizer Pädagoge, Aktionsforscher und Hochschullehrer
- Heinz Moser (Skirennläufer), Schweizer Skirennläufer
- Heinz Moser (Fussballspieler, 1967) (* 1967), Schweizer Fußballspieler und -trainer
- Helga Moser (* 1944), österreichische Politikerin
- Helmut Moser (Physiker) (1903–1991), deutscher Physiker
- Helmut Moser (Verleger) (* 1948), österreichischer Verleger
- Helmut Moser (Beachvolleyballspieler) (* 1991), österreichischer Beachvolleyballspieler
- Henri Moser (Forschungsreisender) (1844–1923), Schweizer Forschungsreisender, Kunstsammler und Mäzen
- Henri Moser (Rennfahrer) (* 1987), Schweizer Automobilrennfahrer
- Herbert Moser (Mediziner) (1911–1991), österreichischer Chirurg und Orthopäde
- Herbert Moser (Politiker) (* 1947), deutscher Politiker (SPD)
- Heribert Moser (1922–2009), deutscher Physiker
- Hermann Moser (Chemiker) (1797–1828), österreichischer Chemiker
- Hermann Moser (Maler, 1835) (1835–1893), österreichischer Maler
- Hermann Moser (Maler, 1935) (1935–2021), deutscher Maler
- Hilário Moser (* 1931), brasilianischer Ordenspriester, Bischof von Tubarão
- Hilmar Moser (1880–1968), deutscher Generalleutnant und SS-Gruppenführer
- Horst Moser (* 1951), deutscher Grafikdesigner
- Hugo Moser (Germanist) (1909–1989), deutscher Germanist
- Hugo Moser (Mediziner) (1924–2007), schweizerisch-US-amerikanischer Mediziner
- Hugo Moser (Drehbuchautor) (1926–2003), argentinischer Drehbuchautor, Regisseur und Produzent

### I
- Ignaz Moser, Schweizer Politiker, Tagsatzungsgesandter
- Ignaz Moser von Mossbruch (1821–1886), österreichischer Chemiker
- Immanuel Gottlieb Moser (1790–1846), deutscher Bibliothekar und Rätselautor
- Ingrid Moser (* 1944), österreichische Managerin
- Isidor Moser (1739–1826), Schweizer Benediktiner und Publizist

### J
- Jacob Moser (1839–1922), deutsch-britischer Unternehmer und Philanthrop
- Jacqueline Moser (* 1965), Schweizer Schriftstellerin
- Jakob Moser (1771–1814), Schweizer Arzt und Politiker
- James Moser (1852–1908), deutsch-österreichischer Physiker
- Janis Moser (* 2000), Schweizer Eishockeyspieler
- János Moser (* 1989), Schweizer Schriftsteller
- Jean Moser (* 1993), brasilianischer Fußballspieler
- Jewgeni Wjatscheslawowitsch Moser (1993), russischer Eishockeyspieler
- Joachim Moser, österreichischer Sänger (Tenor)
- Johann von Moser (1786–1842), deutscher Ingenieur und Baubeamter
- Johann Moser (Politiker, I), österreichischer Politiker, Salzburger Landtagsabgeordneter
- Johann Moser (Politiker, 1954) (* 1954), österreichischer Unternehmer und Politiker (SPÖ)
- Johann Moser (Künstler) (* 1961), österreichischer Künstler
- Johann Baptist Moser (1799–1863), österreichischer Sänger
- Johann Christoph Moser (auch Moser-Ott; 1819–1911), Schweizer Politiker
- Johann Friedrich Moser (1771–1846), deutscher Architekt und Baumeister
- Johann Georg Moser (Bildhauer) (1713/1714–1780), deutscher Bildhauer und Stuckateur
- Johann Georg Moser (Architekt) (1761–1818), deutscher Architekt und  Baubeamter
- Johann Jacob Moser (1701–1785), deutscher Staatsrechtslehrer
- Johann Jacob Moser von Filseck (1660–1716), deutscher Beamter
- Johann Hermann Moser (1859–1924), Schweizer Zündholzfabrikant
- Johann Lorenz Moser, eigentlicher Name von Bonez MC (* 1985), deutscher Rapper
- Johann Rudolf Moser (1827–1911), Schweizer Unternehmer und Politiker
- Johannes Moser (Unternehmer) (1777–1821), Schweizer Textilfabrikant
- Johannes Moser (Politiker) (1839–1900), Schweizer Politiker
- Johannes Moser (Volkskundler, 1855) (1855–1912), deutscher Volkskundler und Pfarrer
- Johannes Moser (Archäologe), deutscher Prähistoriker und Archäologe
- Johannes Moser (Volkskundler, 1958) (* 1958), österreichischer Volkskundler, Ethnologe und Hochschullehrer
- Johannes Moser (Musiker) (* 1979), deutscher Cellist
- Johannes Moser (Fußballspieler) (* 2008), österreichischer Fußballspieler
- Jonny Moser (1925–2011), österreichischer Historiker und Widerstandskämpfer
- Josef Moser (Apotheker) (1779–1836), österreichischer Apotheker und Erfinder
- Josef Moser (Heimatdichter) (1812–1893), österreichischer Arzt und Heimatdichter
- Josef Moser (Entomologe) (1861–1944), österreichischer Priester und Entomologe
- Josef Moser (Schauspieler) (eigentlich Josef Slonitz; 1864–1936), österreichischer Schauspieler und Schauspiellehrer
- Josef Moser (Lehrer) (1866–1931), österreichischer Lehrer, siehe Canisiuswerk #Geschichte
- Josef Moser (Bildhauer) (1868–1941), Südtiroler Bildhauer
- Josef Moser (Politiker, 1870) (1870–1952), österreichischer Geistlicher und Politiker (CS)
- Josef Moser (Architekt) (1872–1963), deutscher Architekt
- Josef Moser (Maler) (1882–1956), österreichisch-italienischer Maler
- Josef Moser (Radsportler) (1917–1944), österreichischer Radsportler
- Josef Moser (Zeitungsverleger) (1918–1993), österreichisch-schweizerischer Zeitungsverleger
- Josef Moser (Politiker, 1919) (1919–2003), österreichischer Politiker (SPÖ)
- Josef Moser (Jurist) (* 1955), österreichischer Verwaltungsjurist und Politiker
- Josef Moser (Rennfahrer) (* 1962), österreichischer Motorradrennfahrer
- Josef Moser-Widmer (1901–1980), Schweizer Agraringenieur und Verbandsfunktionär
- Josef Anton Moser (1859–1920), Schweizer Maler
- Joseph Moser (Sänger) (1700–1750), österreichischer Sänger (Bass)
- Joseph Moser (Goldschmied) (1715–1801), österreichischer Goldschmied
- Joseph Moser (Maler) (1748–1819), britischer Maler und Schriftsteller
- Joseph Moser (Bildhauer) (Sepp Moser; 1925–1985), österreichischer Bildhauer
- Julius Moser (Maler) (1805–1879), deutscher Maler
- Julius Moser (Bildhauer) (1832–1916), deutscher Bildhauer
- Julius Moser (Musiker) (vor 1848–1903), österreichischer Violoncellist
- Julius Moser (Entomologe) (1863–1929), deutscher Entomologe
- Julius Moser (Unternehmer) (1882–1970), deutscher Unternehmer
- Jürg Moser (* 1950), Schweizer Plastiker
- Jürgen Moser (Mathematiker) (1928–1999), deutscher Mathematiker
- Jürgen Moser (Musiker) (* 1949), deutscher Musiker, Musiklehrer, Komponist und Autor
- Jürgen Moser (Eishockeyspieler) (* 1991), österreichischer Eishockeyspieler

### K
- Ka Moser (eigentlich Katharina Wüthrich; 1937–2023), Schweizer Malerin und Objektkünstlerin
- Kai Moser (* 1944), deutscher Cellist
- Karl Moser (Politiker, I), Schweizer Politiker, Berner Regierungsrat
- Karl Moser (Architekt) (1860–1936), Schweizer Architekt
- Karl Moser (Maler) (1893–??), deutscher Maler
- Karl Moser (Bischof) (1914–1991), österreichischer Geistlicher, Weihbischof von Wien
- Karl Moser (Politiker, 1953) (* 1953), österreichischer Politiker (ÖVP)
- Karl Moser (Künstler) (1955–2010), österreichischer Maler, Grafiker und Bildhauer
- Karl Ludwig Moser (1845–1918), österreichischer Speläologe
- Karl Vinzenz Moser (Carl Moser der Ältere; 1818–1882), österreichischer Maler
- Kilian Moser (* 1988), Schweizer Radrennfahrer
- Klaus Moser (* 1962), deutscher Psychologe und Hochschullehrer
- Koloman Moser (1868–1918), österreichischer Maler, Grafiker und Kunsthandwerker
- Kuno Moser (1928–2003), Schweizer Chronist und Heimatforscher
- Kurt Moser (Mediziner) (1895–1982), deutscher Neurologe und Psychiater
- Kurt Moser (Künstler) (1926–1982), deutscher Maler und Bildhauer

### L
- Lennart Moser (* 1999), deutscher Fußballtorhüter
- Lenz Moser (Lorenz Moser III; 1905–1978), österreichischer Weinbauer
- Leo Moser (Politiker) (1920–1984), deutscher Gewerkschafter und Politiker (SPD), MdL Saarland
- Leo Moser (Mathematiker) (1921–1970), österreichisch-kanadischer Mathematiker
- Leonardo Moser (* 1984), italienischer Radrennfahrer
- Leonie Moser (1897–1959), Schweizer Röntgenschwester
- Lida Moser (1920–2014), US-amerikanische Fotografin
- Lisa-Maria Moser (* 1991), österreichische Tennisspielerin
- Liselotte Moser (1906–1983), Schweizer Malerin
- Lorenz Moser (Architekt) (1924–2007), Schweizer Architekt
- Lotte Moser-Schafhauser (* 1938), schweizerisch-liechtensteinische Kunstmalerin
- Ludwig Moser (Übersetzer) (1442–1510), Schweizer Humanist und Übersetzer
- Ludwig Moser (Physiker) (1805–1880), deutscher Physiker und Hochschullehrer
- Ludwig Moser (1807–1881), österreichischer Orgelbauer, siehe Ludwig Mooser
- Ludwig Moser (Unternehmer) (1833–1916), österreichischer Glasgraveur und -fabrikant
- Ludwig Moser (General) (1854–1938), deutscher Generalleutnant
- Ludwig Moser (Komponist) (1869–1938), österreichischer Komponist und Organist
- Ludwig Moser (Chemiker) (1879–1930), österreichischer Chemiker
- Ludwig Moser (Kunsthistoriker) (1893–1967), deutscher Kunsthistoriker
- Ludwig Karl Moser (1845–1918), österreichischer Lehrer und Höhlenforscher
- Lukas Moser (um 1390–nach 1434), deutscher Maler

### M
- Manfred Moser (Politiker) (* 1956), österreichischer Politiker (SPÖ)
- Manfred Moser (Fussballspieler) (* 1958), liechtensteinischer Fußballspieler
- Mara Moser (* 1992), Schweizer Politikerin (SP)
- Marcel Moser (* 1931), Schweizer Maler
- Margit Moser-Szeless (* 1971), Schweizer Juristin
- Maria Moser, Geburtsname von Maria Andreae (1550–1632), deutsche Apothekerin und Krankenpflegerin
- Maria Moser (Künstlerin) (* 1948), österreichische Künstlerin
- Maria Anna Moser (1758–1838), österreichische Malerin
- Maria Katharina Moser (* 1974), österreichische Sozialethikerin und Theologin
- Marie Moser (* 1948), kanadische Schriftstellerin
- Marie von Moser-Steinitz (1847–1911), deutsche Sängerin (Sopran)
- Marie-Louise Bloesch-Moser (1782–1863), Schweizer Schulleiterin
- Marijke Moser (* 1946), Schweizer Leichtathletin
- Markus Moser (Skibobfahrer) (* 1969), österreichischer Skibobfahrer
- Markus Moser (Künstler) (* 1970), österreichischer Künstler
- Martin Moser († 1568), Schweizer Glasmaler
- Martina Moser (* 1986), Schweizer Fußballspielerin
- Mary Moser (1744–1819), britische Malerin
- Matthias Moser (* 1999), österreichischer American-Football-Spieler
- Max Moser (Politiker) (1810–1856), deutscher Politiker
- Max Moser (Eishockeyspieler) (* 1949), österreichischer Eishockeyspieler
- Max Theodor Moser (1880–1965), deutsch-österreichischer Maler und Grafiker
- Maximilian Moser (Koch) (* 1985), deutscher Koch
- Maximilian Moser (Fußballspieler) (* 1997), österreichischer Fußballspieler
- May-Britt Moser (* 1963), norwegische Neurowissenschaftlerin
- Meinhard Michael Moser (1924–2002), österreichischer Mykologe
- Mentona Moser (1874–1971), Schweizer Frauenrechtlerin
- Michael Moser, eigentlicher Name von Clemens Moser (Politiker, 1806) (1806–1875), österreichischer Abt und Politiker
- Michael Moser (Fotograf) (1853–1912), österreichischer Fotograf
- Michael Moser (Geologe) (* 1940), deutscher Geologe
- Michael Moser (Fußballspieler) (* 1959), deutscher Fußballspieler
- Michael Moser (Musiker) (* 1959), österreichischer Cellist und Komponist
- Michael Moser (Slawist) (* 1969), österreichischer Slawist
- Michaela Moser (* 1977), österreichische Malerin
- Michèle Moser (* 1979), Schweizer Curlerin
- Milena Moser (* 1963), Schweizer Schriftstellerin
- Mirja Jenni-Moser (* 1976), Schweizer Langstreckenläuferin
- Moreno Moser (* 1990), italienischer Radrennfahrer
- Moritz Moser (Journalist) (* 1986), österreichischer Journalist
- Moritz Moser (* 1992), österreichischer Fußballspieler, siehe Moritz Sommerauer
- Moses Moser (1797–1838), deutscher Bankier

### N
- Nadia Moser (* 1997), kanadische Biathletin
- Nikolaus Moser (Maler) (* 1956), österreichischer Maler
- Nikolaus Moser (Tennisspieler) (* 1990), österreichischer Tennisspieler
- Norbert Moser (1930–1984), deutscher Offizier und Spion

### O
- Oliver Moser (* 1987), deutscher Schauspieler
- Olivier Moser (1911–1996), Schweizer Architekt
- Oscar Moser (1862–1946), Schweizer Industrieller
- Oskar Moser (Unternehmer) (1894–1988), deutscher Unternehmer
- Oskar Moser (Volkskundler) (1914–1996), österreichischer Volkskundler und Hochschullehrer
- Ottilie Moser (1837–1908), deutsch-österreichische Schauspielerin, Sängerin und Theaterdirektorin
- Otto Moser (Journalist) (1816–1899), deutscher Journalist und Schriftsteller
- Otto von Moser (1860–1931), deutscher Offizier und Militärhistoriker
- Otto Moser (Architekt) (1898–1966), Schweizer Architekt
- Otto Rudolf Moser (auch Otto Rodolphe Moser; 1895–1986), Schweizer Maler

### P
- Pascal Moser (* 1996), Schweizer Bobanschieber
- Patrick Moser (Schriftsteller) (* 1969), Schweizer Schriftsteller
- Patrick Moser (Fußballspieler) (* 2003), österreichischer Fußballspieler
- Paul von Moser (1857–1912), deutscher Geistlicher und Politiker, MdL Württemberg
- Paul Moser (Mediziner) (1865–1924), österreichischer Kinderarzt
- Paul Moser (Musiker, 1899) (1899–1993), Schweizer Volksmusiker
- Paul Moser (Volkskundler) (Paul Albert Moser; 1901–1970), deutscher Lehrer, Volkskundler und Liedersammler
- Paul Moser (Musiker, 1931) (1931–2005), Schweizer Akkordeonspieler und Musikpädagoge
- Paul Moser (Musiker, 1943) (* 1943), Schweizer Violinist, Konzertmeister und Dirigent
- Paul Moser (Theaterpädagoge) (* 1954), US-amerikanischer Regisseur und Hochschullehrer für Tanz- und Theaterpädagogik
- Paul Moser (Musiker, 1959) (1959–2004), österreichischer Pianist und Dirigent
- Paul Born-Moser (1859–1928), Schweizer Fabrikant und  Entomologe
- Paul Friedrich Moser (1887–1958), Schweizer Ingenieur
- Paul H. F. Moser (?–1900), deutscher Verleger
- Paul K. Moser (* 1957), US-amerikanischer Philosoph und Hochschullehrer
- Peter Moser (Orgelbauer) (1810–1866), deutscher Orgelbauer
- Peter Moser (Autor) (Pseudonym J. E. Waldfreund; 1829/1830–1909), österreichischer Lehrer, Redakteur und Autor
- Peter Moser (Bildhauer) (1903–nach 1955), deutscher Bildhauer
- Peter Moser (Musiker) (* 1935), österreichischer Musiker
- Peter Moser (Diplomat) (* 1941), österreichischer Diplomat
- Peter Moser (Archivar), deutscher Archivar
- Peter Moser (Politiker) (* 1948), Schweizer Politiker (FDP)
- Peter Moser (Drehbuchautor) (* 1948), österreichischer Drehbuchautor und Produzent
- Peter Moser (Buchhändler) (* 1950), Schweizer Buchhändler und Herausgeber, siehe Information Philosophie #Geschichte, Redaktion und Verlag
- Peter Moser (Historiker) (* 1954), Schweizer Historiker
- Peter Moser (Montanwissenschaftler) (* 1959), österreichischer Montanwissenschaftler
- Peter Moser (Koch) (* um 1960), Schweizer Koch
- Peter Moser (Grafiker) (* 1962), Schweizer Grafiker
- Peter Moser (Wirtschaftswissenschaftler) (* 1962), Schweizer Wirtschaftswissenschaftler und Hochschullehrer
- Peter Moser (Politikwissenschaftler) (* 1963), Schweizer Politikwissenschaftler und Statistiker
- Peter Moser (Weinkritiker), österreichischer Weinkritiker
- Peter Moser-Kamm (* 1955/1956), Schweizer Fotograf und Grafiker
- Peter J. Moser (1919–2010), Schweizer Architekt und Unternehmensgründer
- Peter Paul Moser (1926–2003), Schweizer Jenischer und Autobiograf
- Petsch Moser (* 1960), Schweizer Freestyle-Skier
- Philipp Moser (Politiker) (1826–1899), österreichischer Gastronom und Politiker
- Philipp Moser (Unternehmer) (* 1971), italienischer Unternehmer und Verbandsfunktionär
- Philipp Moser (Musiker), Schlagzeuger und Tontechniker
- Philipp Ulrich Moser (1720–1792), deutscher Pfarrer
- Philippe Moser (1934–2006), Schweizer Dichter

### R
- Rachèle Moser-Schiffmann (1943–2011), Schweizer Musikerin
- Reiner Moser (* 1962), deutscher Verwaltungsjurist
- Reinhard Moser (Maler, 1941) (* 1941), österreichischer Maler
- Reinhard Moser (Maler, 1947) (* 1947), deutscher Maler
- Reinhard Moser (Wirtschaftswissenschaftler) (* 1951), österreichischer Wirtschaftswissenschaftler und Hochschullehrer
- Richard Moser (Maler) (1874–1924), österreichischer Maler und Radierer
- Richard Moser (Fußballspieler) (* 1967), österreichischer Fußballspieler
- Richard Ernst Moser (1885–1967), deutscher Kaufmann und Gerechter unter den Völkern
- Rick Moser (Richard Avery Moser; * 1956), US-amerikanischer American-Football-Spieler und Schauspieler
- Robert Moser (Architekt) (1833–1901), Schweizer Architekt
- Robert Moser (Ingenieur) (1838–1918), Schweizer Eisenbahningenieur
- Robert Moser (Widerstandskämpfer) (1903–1945), österreichischer Widerstandskämpfer
- Robert Moser (Politiker) (1922–2005), Schweizer Politiker (FDP)
- Robert Moser (Schauspieler), deutscher Schauspieler
- Robert Moser (Künstler) (* 1964), österreichischer Maler und Bildhauer
- Robert Moser (Skispringer) (* 1977), österreichischer Skispringer
- Robin A. Moser (* 1983), Schweizer Informatiker
- Roland Moser (Komponist) (* 1943), Schweizer Komponist
- Roland Moser (Fussballspieler) (* 1962), liechtensteinischer Fußballspieler
- Rolf Moser (* 1956), deutscher Jurist und Unternehmensgründer
- Rosl Moser (* 1930), österreichische Politikerin (SPÖ), MdB
- Rudi Moser (1898–1979), deutscher Röntgenologe
- Rudolf Moser (Agraringenieur) (1889–1955), Schweizer Agraringenieur, Landwirtschaftslehrer und Fachautor
- Rudolf Moser (Komponist) (1892–1960), Schweizer Komponist
- Rudolf Moser (Polizist), österreichischer Polizist und Gerechter unter den Völkern
- Rudolf Moser (Maler) (1914–1972), Schweizer Maler und Grafiker
- Rudolf Moser (Jurist) (1914–1991), Schweizer Jurist und Hochschullehrer
- Rudolf Moser (Heimatforscher) (1915–1989), österreichischer Lehrer und Heimatforscher
- Rudolf Moser (Politiker) (1931–2017), österreichischer Politiker (SPÖ), Burgenländischer Landtagsabgeordneter
- Rudolf Moser von Filseck (1840–1909), württembergischer Finanzbeamter und Gesandter
- Rudolph Moser (Schlagzeuger), deutscher Musiker, Mitglied von Einstürzende Neubauten
- Rudolph Friedrich von Moser (1803–1862), deutscher Finanzbeamter und Autor
- Rupert Moser (* 1944), Schweizer Afrikaforscher und Autor

### S
- Sabine Moser (* 1979), österreichische Filmproduzentin
- Samuel Friedrich Moser (Unternehmer) (1808–1891), Schweizer Unternehmer
- Samuel Friedrich Moser (Politiker) (1816–1882), Schweizer Politiker
- Sandra Moser (Schauspielerin) (* 1969), Schweizer Schauspielerin und Theaterregisseurin
- Sandra Moser, eigentlicher Name von Sandee (* 1976), Schweizer Sängerin
- Sepp Moser (Journalist) (* 1946), Schweizer Journalist
- Sepp Moser (Politiker) (* 1950), Schweizer Politiker (CVP)
- Severin Moser (Manager) (* 1962), Schweizer Leichtathlet, Manager und Verbandsfunktionär
- Severin Moser (Unihockeyspieler) (* 2000), Schweizer Unihockeyspieler
- Silvia Moser (Politikerin) (* 1965), österreichische Politikerin (Grüne)
- Silvia Moser (Curlerin), Curlerin und Curlingtrainerin
- Silvia Moser (Skisportlerin) (* 1990), italienische Freeride-Skisportlerin
- Silvio Moser (1941–1974), Schweizer Automobilrennfahrer
- Simon Moser (Philosoph) (1901–1988), österreichischer Philosoph
- Simon Moser (Moderator) (* 1981), Schweizer Radiomoderator
- Simon Moser (Eishockeyspieler) (* 1989), Schweizer Eishockeyspieler
- Solange Moser (1922–2001), Schweizer Illustratorin, Kalligrafin und Briefmarkenkünstlerin
- Sophie Moser (* 1984), deutsche Geigerin
- Stefan Moser (Reporter) (* 1960), deutscher Sportreporter
- Stefan Moser (Eishockeyspieler, 1976) (* 1976), Schweizer Eishockeyspieler
- Stefanie Moser (* 1988), österreichische Skirennläuferin
- Stephan Moser, Pseudonym des österreichischen Geistlichen, Autors und Journalisten Josef Zapletal (1839–1897)
- Stephan Moser (Eishockeyspieler, 1986) (auch Stefan Moser; * 1986), Schweizer Eishockeyspieler
- Susanne Moser (Philosophin) (* 1956), österreichische Philosophin
- Susanne Moser (* 1974), österreichische Kulturmanagerin
- Sybille Moser-Ernst (* 1955), österreichische Kunsttheoretikerin und Hochschullehrerin

### T
- Tania Chávez Moser (* 1990), bolivianische Mittel- und Langstreckenläuferin
- Theodor Moser (Augustiner) (1723–1783), österreichischer Geistlicher
- Theodor Moser (Theologe) (um 1815–??), deutscher Theologe
- Theresa Moser (* 1993), österreichische Triathletin
- Thomas Moser (Sänger) (* 1945), amerikanisch-österreichischer Opernsänger (Tenor)
- Thomas Moser (Journalist, 1956) (1956–2020), deutscher Journalist (Thema Berliner Kiez)
- Thomas Moser (Schriftsteller) (* 1956), Schweizer Schriftsteller
- Thomas Moser (Journalist, 1958) (* 1958), deutscher Politikwissenschaftler und Journalist (Thema NSU)
- Thomas C. Moser (Thomas Colborn Moser; 1923–2016), US-amerikanischer Literaturwissenschaftler
- Thomas F. Moser (* 1964), deutscher Psychologe, Buchautor, Unternehmensberater
- Tiana Angelina Moser (* 1979), Schweizer Politikerin
- Till Moser (* 1981), deutscher Wirtschaftswissenschaftler und Hochschullehrer
- Tilmann Moser (1938–2024), deutscher Psychotherapeut
- Tobias Moser (* 1968), deutscher Mediziner und Neurowissenschaftler
- Treniere Moser (* 1981), US-amerikanische Mittelstreckenläuferin
- Trudy Streit-Moser (* 1953), Schweizer Fussballspielerin

### U
- Ulrich Moser (Abt) († 1297), deutscher Ordensgeistlicher, Abt von Wessobrunn und von Ebersberg
- Ulrich Moser (Psychologe) (1925–2024), Schweizer Psychologe und Hochschullehrer
- Ursula Braun-Moser (1937–2022), deutsche Politikerin (CDU)
- Ursula Mathis-Moser (* 1950), österreichische Romanistin, Literaturwissenschaftlerin und Hochschullehrerin

### V
- Valerio Moser (* 1988), Schweizer Poetryslammer und Kabarettist
- Vera Moser (* 1962), deutsche Sonderpädagogin und Hochschullehrerin
- Verena Moser (* 1947), Schweizer Malerin, Fotografin und Filmemacherin
- Veronica Moser (vor 1965–2020), österreichische Pornodarstellerin
- Veronika Fialka-Moser (1955–2014), österreichische Medizinerin und Hochschullehrerin

### W
- Walter Moser (Verwaltungsbeamter) (1906–1975), deutscher Verwaltungsjurist
- Walter Moser (Fußballspieler) (1914–1998), österreichischer Fußballspieler
- Walter Moser (Botaniker) (1930–2021), österreichischer Botaniker, Ökologe und Hochschullehrer
- Walter Moser (Architekt) (1931–2023), Schweizer Architekt
- Walter Moser (Künstler) (* 1932), Schweizer Maler, Bildhauer und Bibliothekar
- Walter Moser (Unternehmer) (* 1940), österreichischer Unternehmer, siehe Airfield
- Walter Moser (Literaturwissenschaftler) (* 1942), kanadischer Literaturwissenschaftler und Hochschullehrer
- Waltraud Irene Moser (1935–1988), deutsche Kostümbildnerin
- Werner Moser (Bobfahrer) (* 1950), österreichischer Bobfahrer
- Werner Moser (Autor) (* 1953), deutscher Hörspielautor und Mundartschriftsteller
- Werner Moser (Politiker) (* 1956), Schweizer Landwirt und Politiker (SVP)
- Werner A. Moser (Werner Albrecht Moser; 1924–2003), Schweizer Anthroposoph
- Werner Max Moser (1896–1970), Schweizer Architekt
- Wilfrid Moser (1914–1997), Schweizer Maler und Bildhauer
- Wilhelm Moser (Unternehmer) (1905–1974), Schweizer Uhrenfabrikant (-> Mobatime)
- Wilhelm Moser (Künstler) (* 1947), österreichischer Fotograf, Maler und Bildhauer
- Wilhelm Schmid-Moser (1899–1966), Schweizer Maler, Fotograf, Musiker und Pädagoge
- Wilhelm Gottfried von Moser (1729–1793), deutscher Forst- und Kammerbeamter
- Wilhelmine Moser (* 1930), österreichische Politikerin (ÖVP)
- Willi Moser (General) (1887–1946), deutscher General der Artillerie
- Willi Moser (Leichtathlet) (1894–??), Schweizer Leichtathlet
- William Oscar Jules Moser (1927–2009), kanadischer Mathematiker
- Willibald Moser (1934–2011), deutscher Politiker (SPD)
- Willy Moser (1914–1994), österreichisch-italienischer Schauspieler und Synchronsprecher
- Wolf Moser (1937–2023), deutscher Schriftsteller und Publizist
- Wolfgang Moser (Diplomat) (* 1948), deutscher Diplomat
- Wolfgang Moser (Schachspieler) (* 1948), deutscher Schachspieler
- Wolfgang Moser (Erwachsenenbildner) (* 1964), österreichischer Sprachwissenschaftler und Erwachsenenbildner
- Wolfgang Moser (Segler) (* 1965), österreichischer Segler
- Wolfgang Moser (Ruderer) (* 1974), US-amerikanischer Ruderer
- Wolfgang Moser (Zauberkünstler) (* 1977), österreichischer Zauberkünstler